# Hermann Helbig
Hermann Helbig, född 7 juni 1902, död 19 november 1948 i Landsberg am Lech, var en tysk SS-Hauptscharführer och dömd krigsförbrytare. 

## Biografi
Helbig var från 1939 till 1945 verksam i koncentrationslägret Buchenwald. Han tillhörde Kommando 99, som verkställde avrättningarna i lägret. Fångarna, i huvudsak sovjetiska krigsfångar, fördes in i ett rum och ställdes med ryggen mot en vägg, under förespegling att de skulle mätas. Bakom väggen stod en av bödlarna och avrättade fången med nackskott. Mellan 1943 och 1944 var Helbig även chef för lägrets krematorium.
Efter andra världskriget greps Helbig och ställdes 1947 tillsammans med 30 andra misstänkta krigsförbrytare inför rätta vid Buchenwaldrättegången. Helbig anklagades för att ha avrättat minst 250 allierade fångar. Den 14 augusti 1947 dömdes Helbig till döden genom hängning. Han avrättades i Landsbergfängelset den 19 november 1948.